# Johnson County War
Als Johnson-County-Krieg, der auch unter den Bezeichnungen War on Powder River und Wyoming Range War in die Geschichte einging, wird eine Auseinandersetzung mit Waffengewalt zwischen Rinderzüchtern und Kleinbauern bezeichnet, die im April 1892 in dem im Norden Wyomings gelegenen Johnson County stattfand und für die Angreifer einen völlig unerwarteten Verlauf nahm. Der Historiker T.A. Larson nennt die Auseinandersetzung „das berüchtigtste Ereignis in der Geschichte Wyomings.“

## Hintergründe

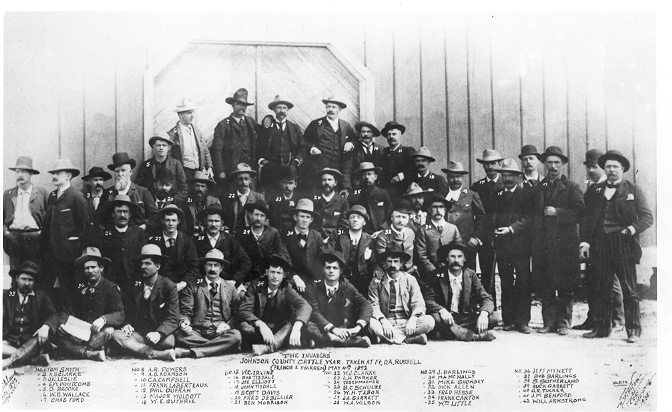
Die Häftlinge, im Mai 1892

Bis in die 1880er Jahre hinein beherrschten die großen Rinderbarone im späteren  US-amerikanischen Bundesstaat Wyoming über die von ihnen gegründete Wyoming Stock Growers Association (dt. Viehzüchtervereinigung von Wyoming), kurz W.S.G.A., nahezu den gesamten Fleischmarkt und bestimmten die Preise. Die sich im Norden Wyomings ausbreitenden Kleinfarmer, die sich nicht den von ihnen diktierten Konditionen unterwerfen wollten und sich in einem Konkurrenzverband zusammenschlossen (Northern Wyoming Farmers and Stock Growers Association, dt. Farmer- und Viehzüchtervereinigung von Nord-Wyoming), waren ihnen daher ein Dorn im Auge. Weil es auch immer wieder zu Viehdiebstählen kam, die die Herden der Großrancher dezimierten, schoben sie die Schuld hierfür den ungeliebten Kleinfarmern zu und bezichtigten sie, die Urheber zu sein. Um einen Angriff auf ihr Territorium zu rechtfertigen, ließen sie über die von ihnen beherrschten Zeitungen verlauten, dass sie die Opfer von Viehdiebstählen in großem Maße seien und die lokalen Behörden im Johnson County nichts unternähmen, um ihre Herden zu schützen. Ferner verbreiteten sie das Gerücht, dass die Bezirkshauptstadt Buffalo von Viehdieben und ihren Verbündeten kontrolliert sei. Daher, so ihre zu diesem Zeitpunkt aus Geheimhaltungsgründen allerdings noch nicht veröffentlichte Rechtfertigung, sei es erforderlich, die Ordnung in der „gesetzlosen“ Stadt wiederherzustellen. Zu diesem Zweck stellten sie eine Truppe auf, die den Ort übernehmen und ihre vorgeblich gesetzlosen Anführer ermorden sollte. Auf der sogenannten „Todesliste“ standen mehr als 70 Namen; darunter die kompletten Sicherheitskräfte von Buffalo, Sheriff William „Red“ Angus und seine Deputies. Neben einigen Ranchern und ihrem Spitzenpersonal waren an der Mission mehr als 20 Revolverhelden beteiligt, die der Weidedetektiv und ehemalige U.S.-Marshal Tom Smith im Auftrag der Großrancher für diese Mission zusammengestellt hatte.

## Der Überfall auf Buffalo
Die Mission startete am 5. April 1892, als sich etwas mehr als 50 Männer (darunter mindestens 21 Revolverhelden) mit einem Privatzug von ihrer Hochburg Cheyenne, der Hauptstadt Wyomings, aufmachten und bis nach Casper fuhren, von wo aus sie die Reise in nördlicher Richtung mit Pferdewagen fortsetzten. Damit begannen allerdings die Probleme und unvorhergesehenen Ereignisse. Denn kaum hatten sie sich mit den schweren Pferdewagen auf den Weg gemacht, blieben diese mehrfach im morastigen Boden stecken, der durch vorangegangene Schneefälle weich geworden war. Damit nicht genug, kam auch noch ein Schneesturm auf, der ihre Weiterreise extrem behinderte. Nicht mehr weit von ihrem Zielort entfernt, trafen sie auf einen ihrer Spione, der ihnen verriet, dass ein gewisser Nate Champion, der in einem brisanten Gerichtsverfahren gegen die Rancher aussagen sollte, sich mit einigen anderen Männern auf der nahegelegenen KC Ranch versteckt hielt. Daher änderten sie ihren ursprünglichen Plan, direkt die Stadt anzugreifen, und machten sich zunächst auf den Weg zur KC Ranch, um einen Belastungszeugen auszuschalten. Obwohl es der 50-Mann starken Truppe mühelos gelang, Champions drei Kumpane im Eilverfahren auszuschalten, verbarrikadierte Champion sich in einer Blockhütte und verteidigte sich über viele Stunden erfolgreich, bis er doch erschossen wurde.

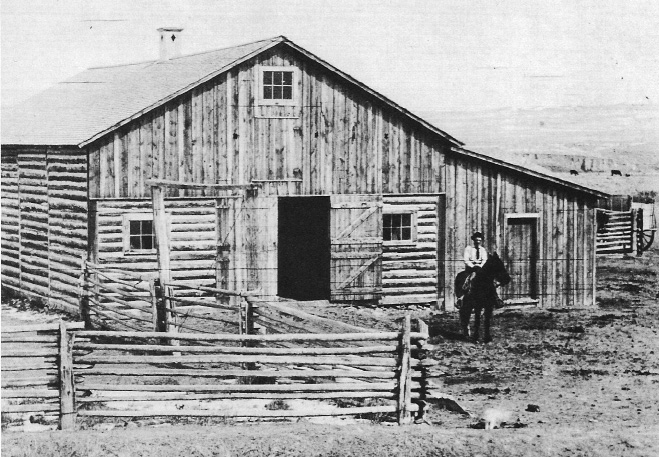
TA Ranch, 1904

Pech für die Angreifer war allerdings, dass zwei in der Nähe der Schießerei vorbeireitende Kleinfarmer die Situation mitbekamen und eiligst nach Buffalo ritten, wo in Windeseile eine Truppe zusammengestellt wurde, die den Angreifern entgegenritt. Da sich nun die Nachricht von der Bedrohung durch die Rinderbarone und ihre Truppe wie ein Lauffeuer im gesamten County verbreitete, wuchs die Verteidigungseinheit schnell auf mehr als 400 Mann. Die Angreifer sahen angesichts der unerwarteten Übermacht der Gegenseite keine andere Möglichkeit, als sich auf die mit ihnen verbündete und unweit gelegene TA Ranch zurückzuziehen. Dort erwarteten sie den Angriff derer, die sie eigentlich angreifen wollten. Die Belagerung der TA Ranch begann am frühen Morgen des 11. April und zog sich immer enger um die Ranch zusammen. Den aus Cheyenne angereisten Vigilanten gelang es, einen Boten durch die Belagerungsreihen hindurchzuschmuggeln, der ein Telegramm an Amos W. Barber, den Gouverneur von Wyoming, schickte, in dem dieser um Unterstützung gebeten wurde. Mit Erlaubnis des damaligen US-Präsidenten, Benjamin Harrison, wurde eine Armeeeinheit aus Fort McKinney zur TA Ranch beordert. Sie kam gerade noch rechtzeitig an, um die Großrancher und Revolvermänner aus ihrer misslichen Lage zu befreien. Die Belagerer waren zu diesem Zeitpunkt nämlich schon sehr nah bis zum Hauptgelände der Ranch vorgedrungen und wollten gerade beginnen, die Vigilanten mit Dynamit zu bewerfen.
Der Umstand, dass der Präsident erst nachts den Marschbefehl gegeben hatte und die Truppen aus dem weiter entfernten Fort McKinney bereits wenige Stunden später, in den Morgenstunden des 13. April, die TA Ranch erreicht hatten, veranlasste einen Zeitungsreporter zu der Formulierung: „Die Militärgeschichte kennt keinen anderen Fall, in dem derart prompt gehandelt und eine so schnelle Truppenbewegung vorgenommen wurde wie hier.“
Major Frank Wolcott, der die Vigilanten angeführt hatte, zollte später der raschen Organisation und Entschlossenheit der Farmer Respekt: „Dass sie soviel Unterstützung fanden, hat mich verwirrt und überwältigt. Das ganze Land machte sich auf, um uns zu schlagen, und beinahe wäre es ihnen gelungen.“
Nachdem Sheriff Angus den Armeekommandanten über den wahren Sachverhalt der Belagerung aufgeklärt hatte, wurden die Rancher und ihre Männer in Haft genommen und nach Fort McKinney gebracht. Auf Geheiß von Gouverneur Amos Barber wurden die Gefangenen allerdings schon bald nach Fort Russell in der Nähe von Cheyenne verlegt, wo sie zwei Monate in Gefangenschaft verbrachten. Während dieser Zeit gingen sich die Rancher und die von ihnen angeheuerten Revolvermänner weitgehend aus dem Weg und separierten sich voneinander, so gut es ging. Eigentlich hätte der Fall vor dem Gericht in Buffalo verhandelt werden müssen, wo die Rancher keine große Lobby hatten. Doch Wyomings Gouverneur gelang es, die Zuständigkeit nach Cheyenne zu verlegen, wo die Rancher eine viel bessere Ausgangsposition hatten und die drohende Anklage schließlich fallengelassen wurde.

## Nachwirkungen
Nach 1893 legte sich ein gewisser Frieden über Wyoming. Doch es dauerte noch bis 1909, ehe das sinnlose Morden von Schafen und Schafhirten durch die Verurteilung der Schuldigen des Spring-Creek-Überfalls endlich zu einem Ende kam. Der Konflikt bildete den Stoff zum Film Heaven’s Gate (1980).